# Кацперкув
Кацперкув (пол. Kacperków) — село в Польщі, у гміні Потворув Пшисуського повіту Мазовецького воєводства.
Населення — 129 осіб (2011).
У 1975-1998 роках село належало до Радомського воєводства.

## Демографія
Демографічна структура станом на 31 березня 2011 року:
|          | Загалом | Допрацездатний вік | Працездатний вік | Постпрацездатний вік |
| -------- | ------- | ------------------ | ---------------- | -------------------- |
| Чоловіки | 71      | 13                 | 45               | 13                   |
| Жінки    | 58      | 13                 | 31               | 14                   |
| Разом    | 129     | 26                 | 76               | 27                   |